# Masopustní koleda na Trhovosvinensku
Masopustní koleda se koná každoročně v termínu, jenž zhruba odpovídá čtyřiceti dnům před Velikonocemi. Je to vlastně konec Masopustu, nebývá však v úterý před Popeleční středou, nýbrž z praktických důvodů nejbližší předcházející sobotu. Masopustní koleda doprovázená muzikanty a maškarami obchází ves od rána, večer následuje masopustní zábava (věneček) v sále hospody. Hlavním smyslem obchůzky je kromě předvedení svobodných mládenců přání prosperity jednotlivým hospodářstvím a následně oslava sousedské soudržnosti při večerní zábavě.

## Historie
Podle vzpomínek pamětníků se masopustní koledy konaly odjakživa, tradice byla v mnoha obcích přerušena na různě dlouhá období za totality a navázána v 90. letech 20. století. V současné době se obchůzky konají, najdou-li se v obci organizátoři.
Masopustní koleda má svá přísná pravidla, jež se v každé obci poněkud liší.  Na Trhovosvinensku se chodí koleda doudlebská s lokálními variacemi v kostýmech a v tanečních krocích.

### Koledníci
Koledníků, svobodných mládenců, musí být lichý počet. Mají na sobě tmavé obleky, v pase červenobílou šerpu, na hlavě klobouk s růžičkami a jalovcem, v ruce hůl symbolizující pušku. Šerpu jim musí ráno před obchůzkou na oblek našít matky.

### Maškary tradiční
Koledníky doprovázejí tyto postavy: Matka (Masopust), Hejtman, Rychtáři, Konšelé (ochrana koledy), někteří z členů koledy mají úlohu Tancmajstrů. Dále ke koledě patří Moučnej v bílém obleku a Židi (Střapatý neboli Rybníkáři). Tradičně rovněž bývá přítomen kominík a dělostřelci. V jiných obcích bývají navíc maškary slaměné, dále kůň/kobyla, bába s nůší, medvěd a další.

### Maškary aktuální
Tyto maškary vycházejí ze současnosti, například fotograf, doktoři, uklízečky, kosmetičky, dealeři. Nezřídka reflektují aktuální dění (svého času miminka a transparenty proti zdražení plen) nebo populární seriály. Často jsou do ženských masek převlečeni muži (a naopak). V obcházených domácnostech maškary jednají podle svých rolí, čímž obveselují sousedy i přihlížející. Zároveň z nich loudí peníze - fotograf za "snímky", doktoři za "léčení", atd.

## Průběh
Brzy ráno se koledníci shromáždí, matky jim našijí na obleky šerpy a může se vyrazit na obchůzku po vsi. První kolečka se tančí před hospodou, pro matky, pro hospodskou, pro starostu, jenž dal ke koledě své svolení, pro sebe. Střapatí neboli Rybníkáři vyrazí napřed, aby ve staveních domlouvali návštěvu koledy, Masopust dá vždy znamení svým cepem, kde se má kolečko tančit. Před stavení vyjdou hospodář s hospodyní, vyslechnou od koledníků přání a pozvání na večerní věneček. Zaplatí v penězích nebo v naturáliích (uzené maso, zavařené okurky, apod.) a koledníci jim zatanči kolečko, přičemž zpívají písničku Červená růžičko. Někde se tančí kolečko prosté, jinde obohacené o výskoky a otočky. Může se ještě přidat i písnička na přání a taneček s obyvatelkami domu. Koledu doprovázejí hudebníci, za koledou pak přicházejí skupinky maškar, které provádějí své kousky. V domech, resp. před nimi bývá pro koledu i pro maškary připraveno pohoštění, většinou koblihy, chleby s masem, punč či grog.
Před domem, kde v daném roce někdo zemřel, tančí kolednici tiché kolečko bez hudby.
Při večerním věnečku probíhají v tanečním sále rovněž kolečka - pro ty, kdo si je zaplatí, a dále, pro svobodné dívky, pro vdané ženy a někde také obrácená koleda, kdy se vysokých kolednických klobouků chopí ženy a dívky.

## Související akce

### Před
Masopustu předchází příprava kostýmů maškar a pro koledníky opravy a údržba klobouků. Koledníci se týden před konáním průvodu scházejí společně se svými přítelkyněmi nebo matkami, které opravují růžičky na kloboucích, doplňují nové a připevňují jalovcové větvičky. Také je třeba oprášit taneční kroky, proto na těchto setkáních bývá i harmonikář. Maškary se naopak připravují v utajení, společně vždy jen tematicky spřízněná skupina maškar. Dávají dohromady kostýmy a leckdy i velmi propracované rekvizity.

### Po
Týden po Masopustu se koná setkání všech zúčastněných, tedy koledníků, hudebníků a maškar v hospodě. Probíhá vyhodnocení obchůzky a  konzumace vykoledovaných dobrot.

## Galerie

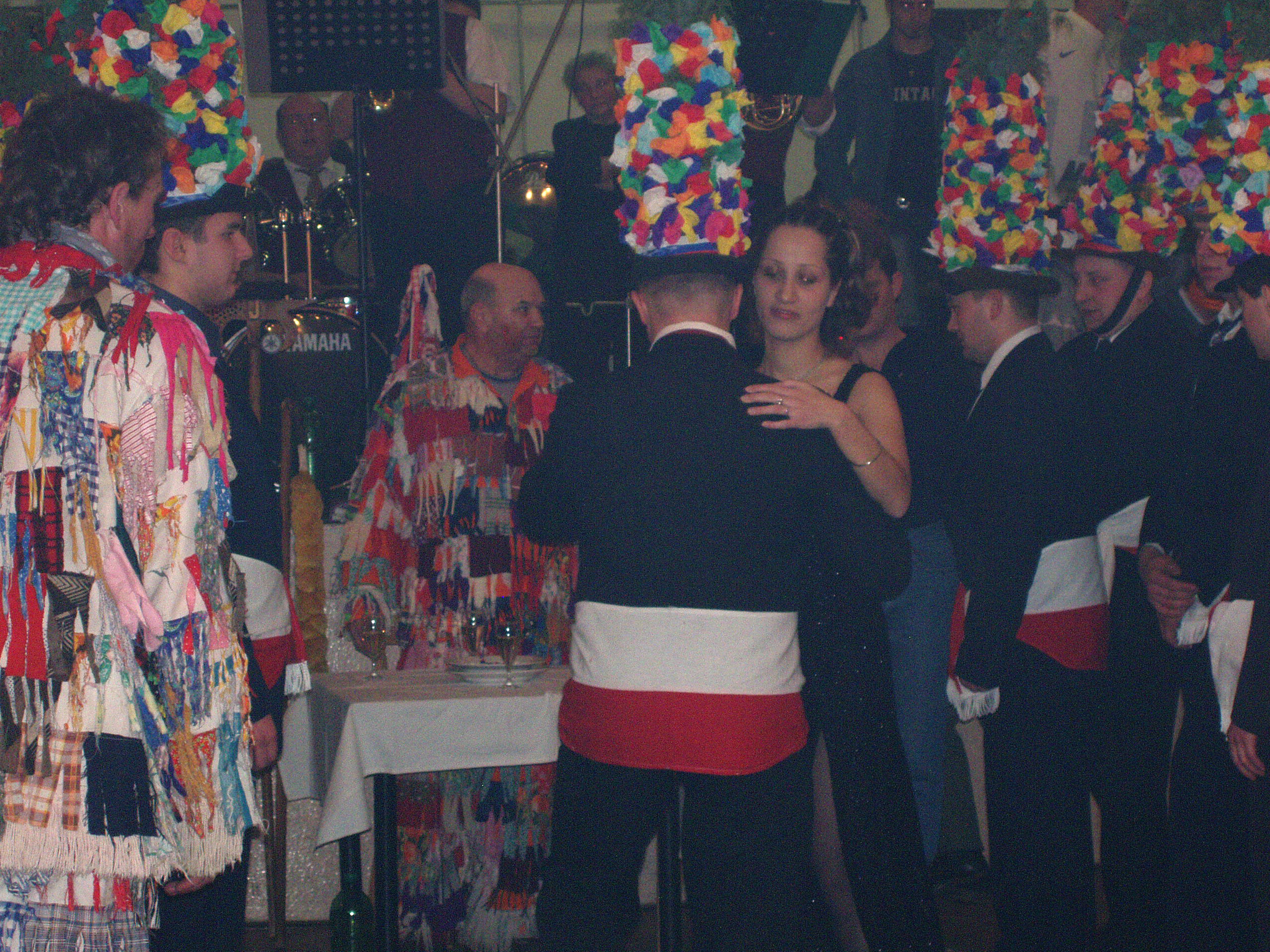
Věneček
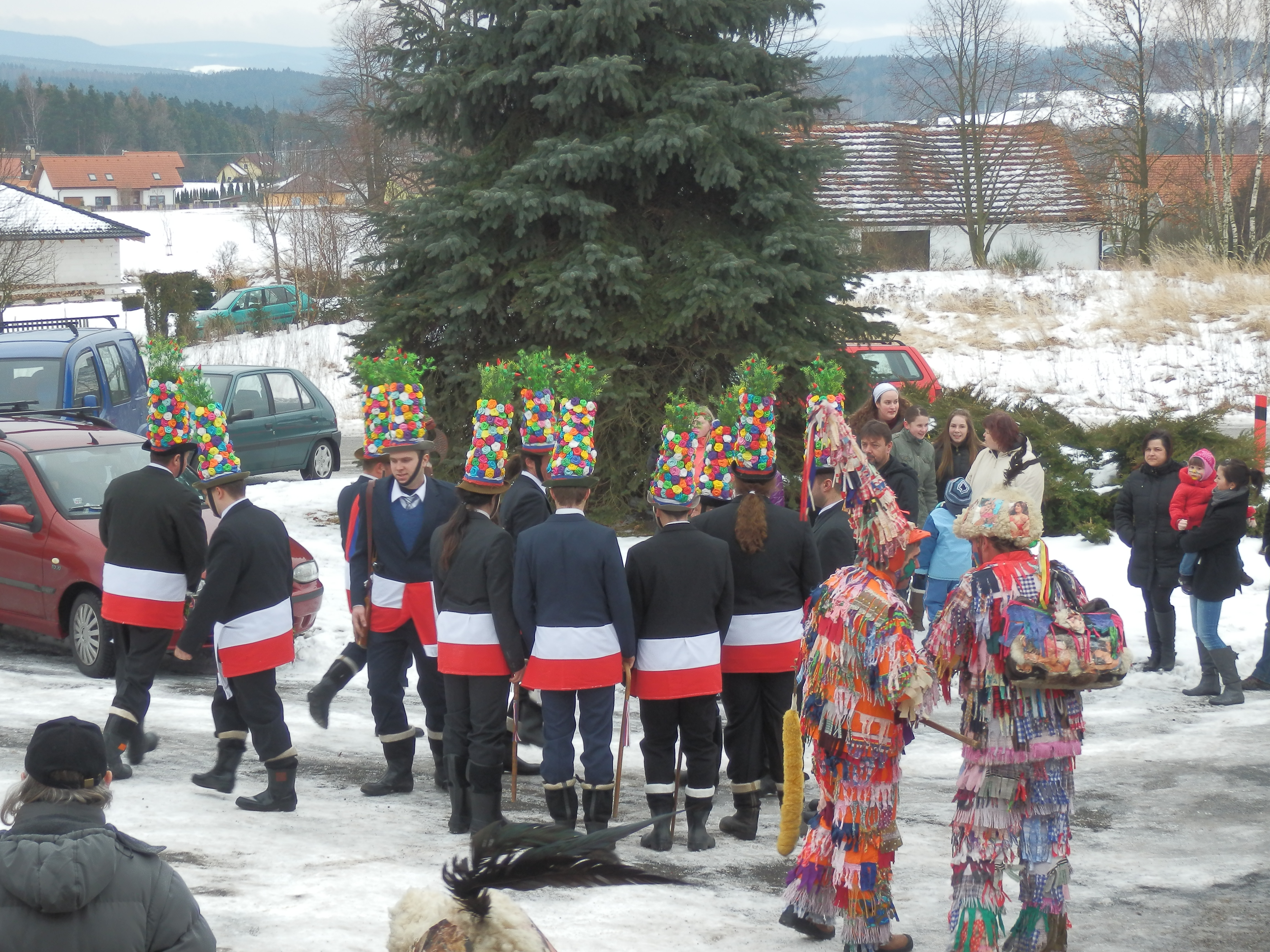
Koleda
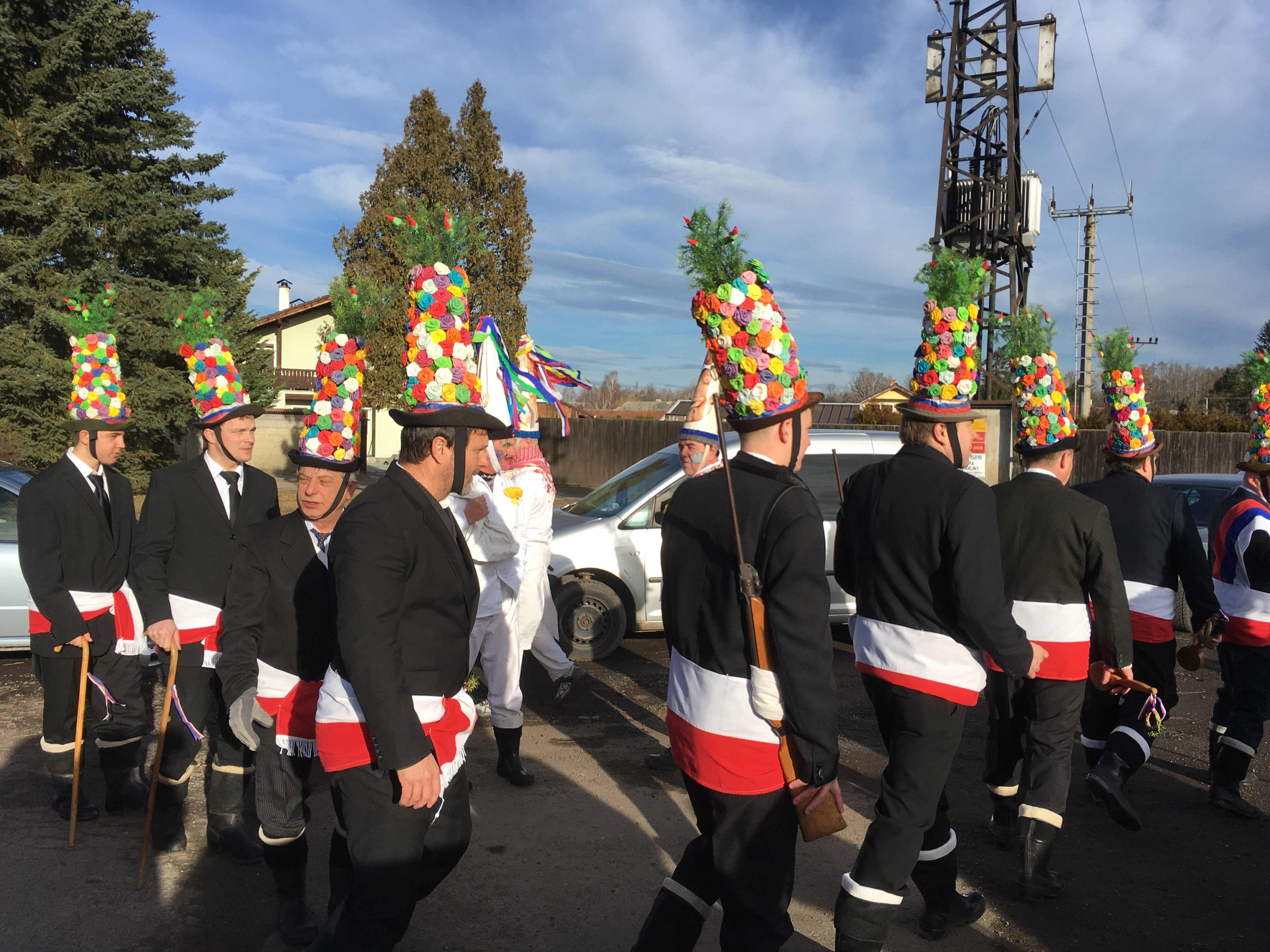
Koleda
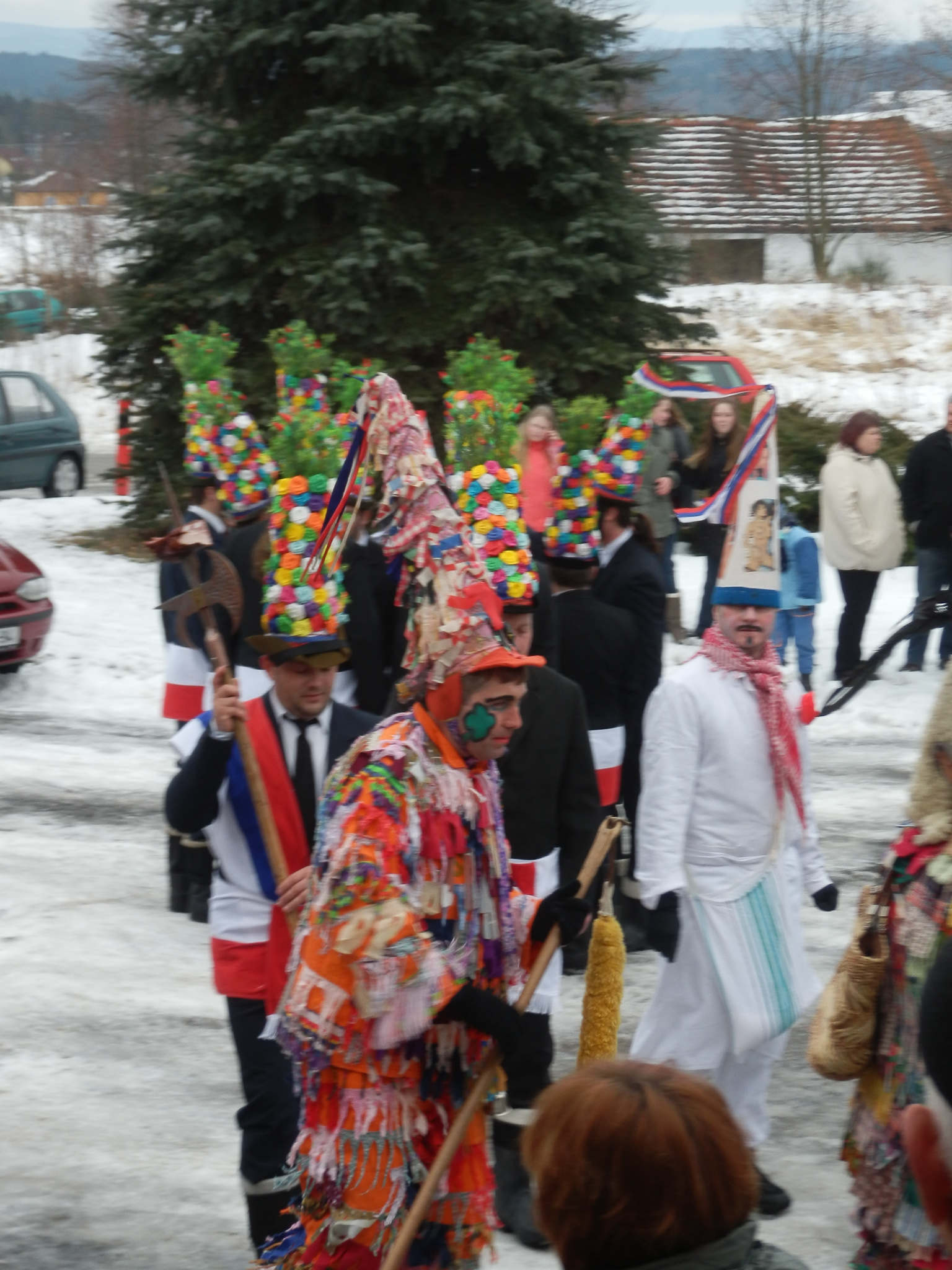
Masopust a Moučnej
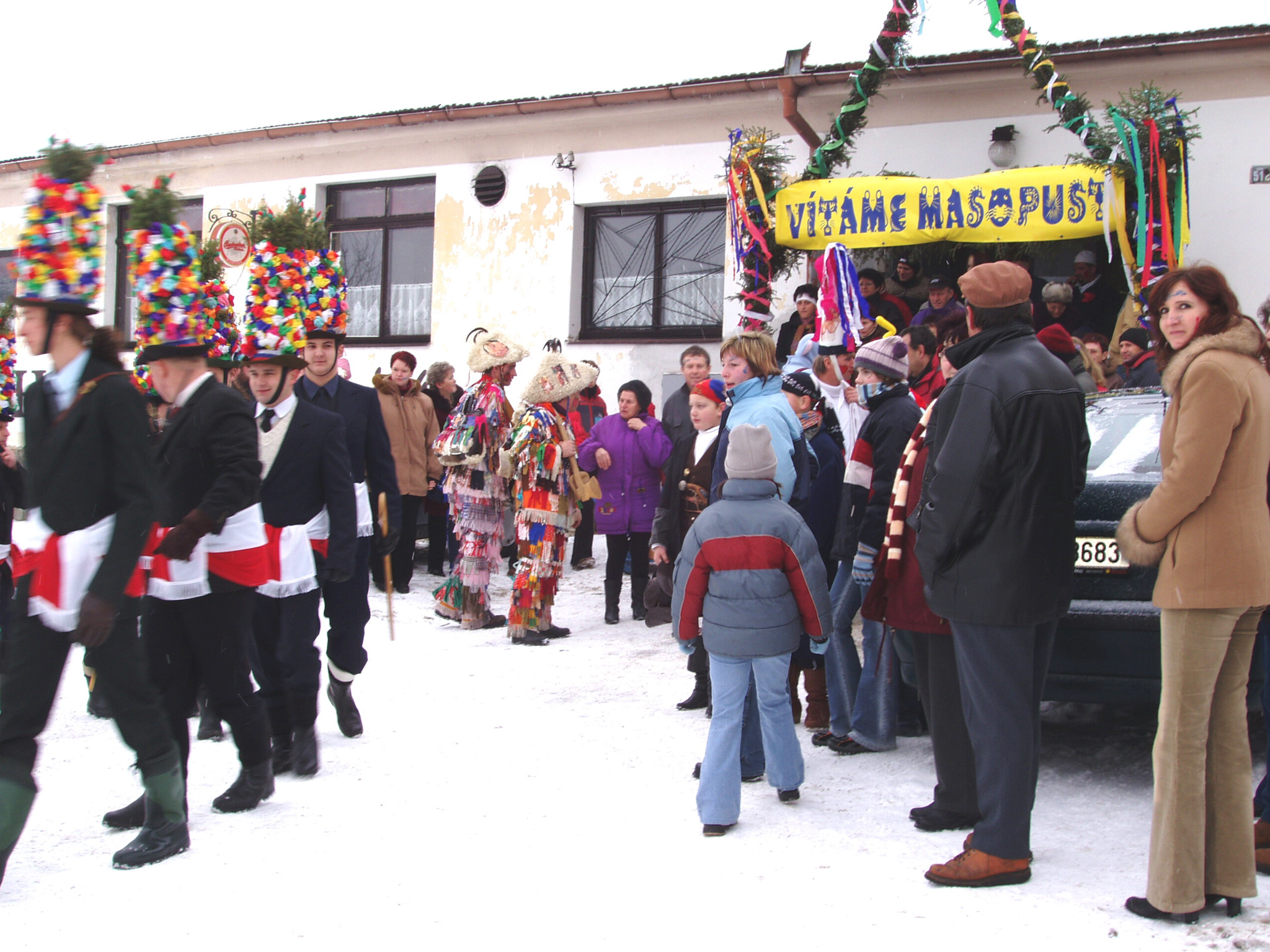
Před hospodou
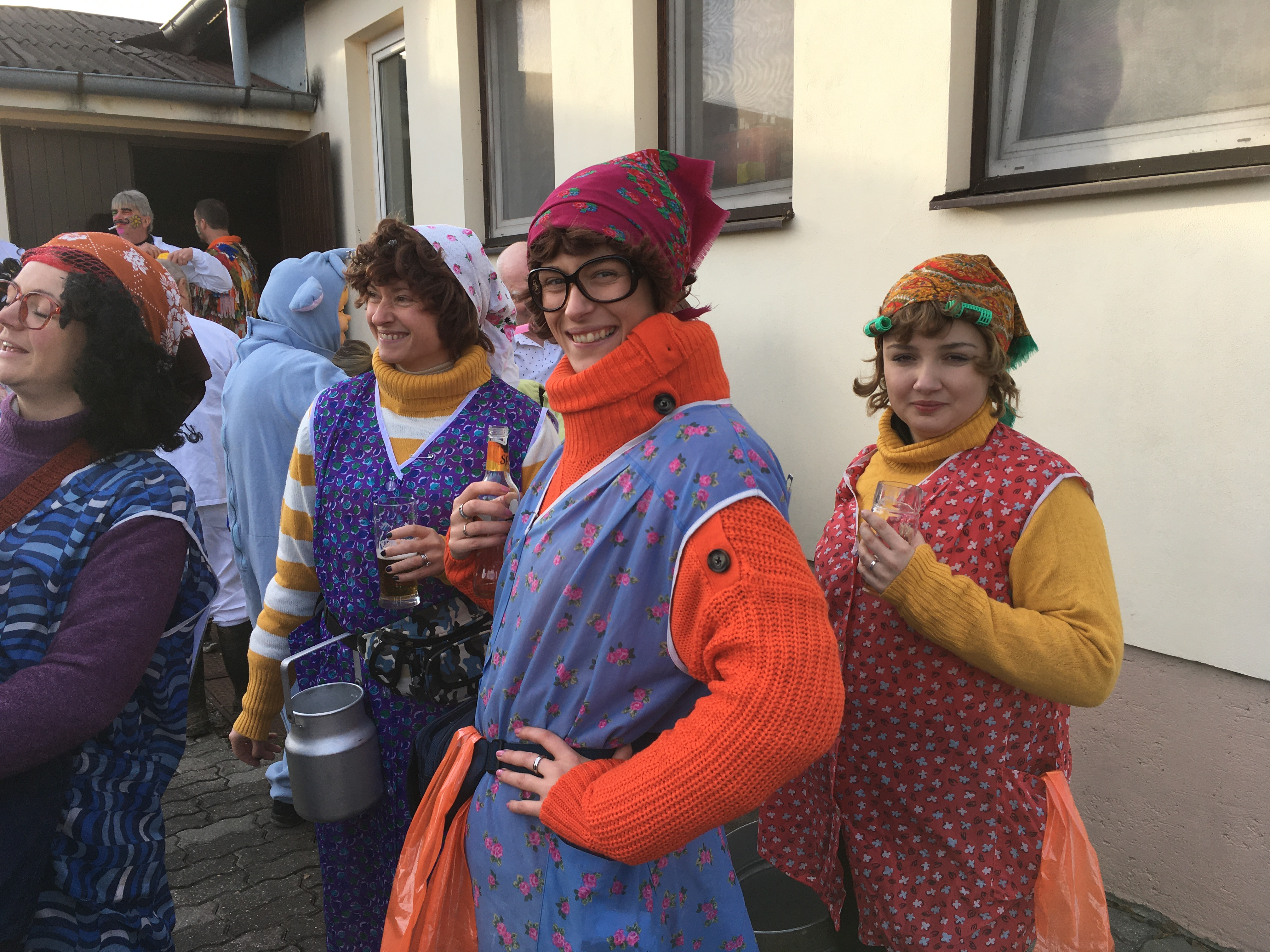
Dojičky
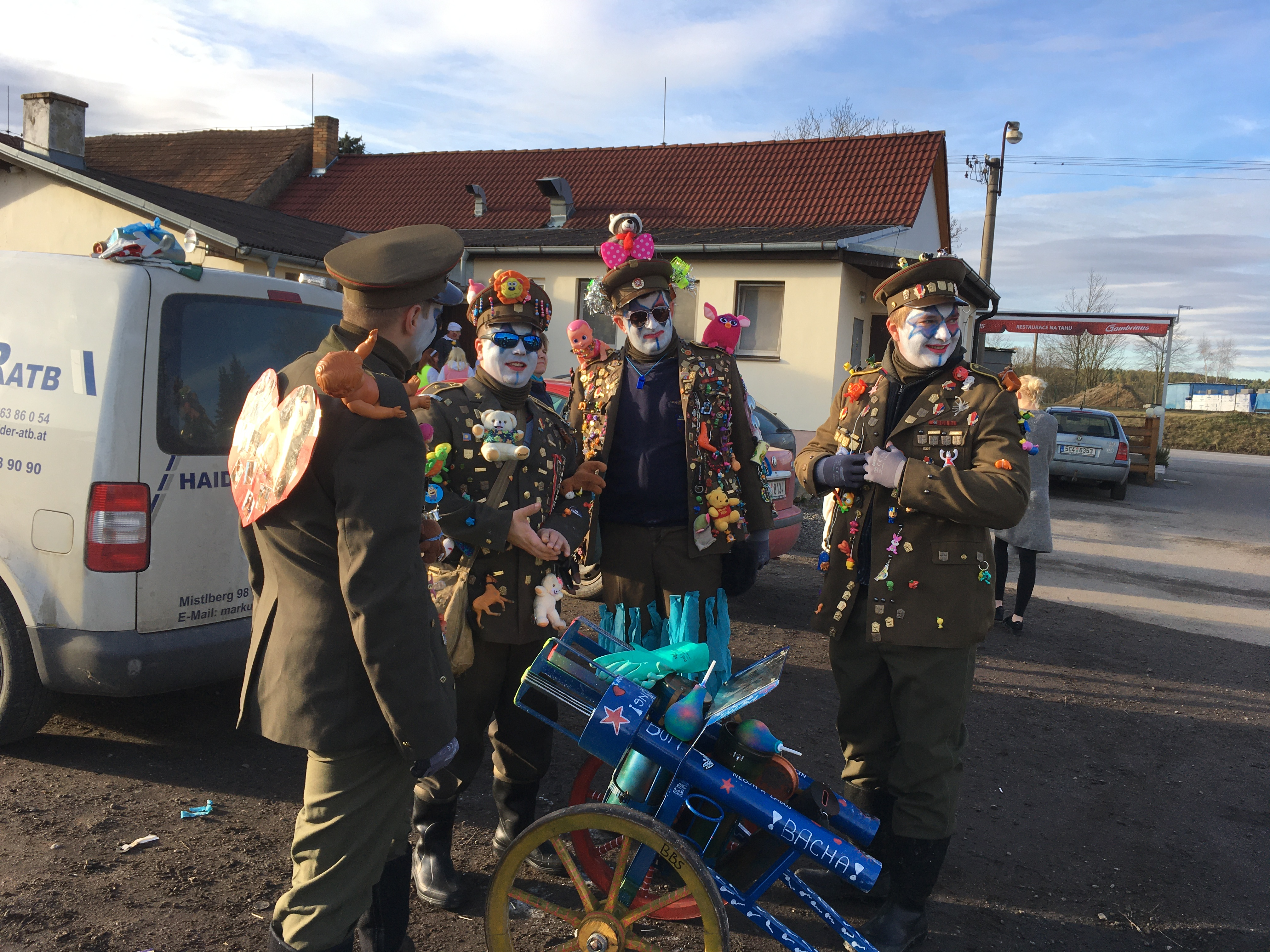
Dělostřelci
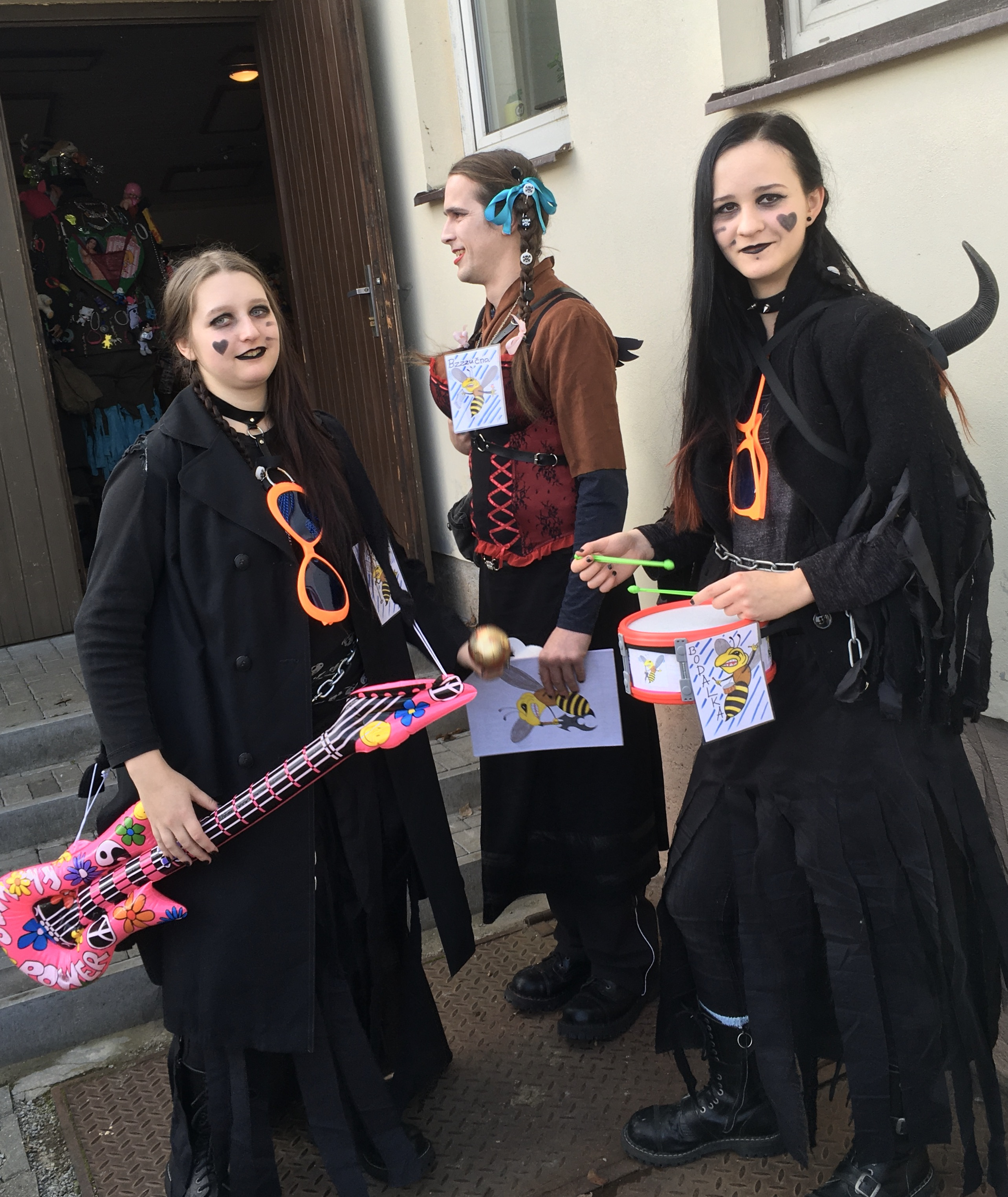
Kapela
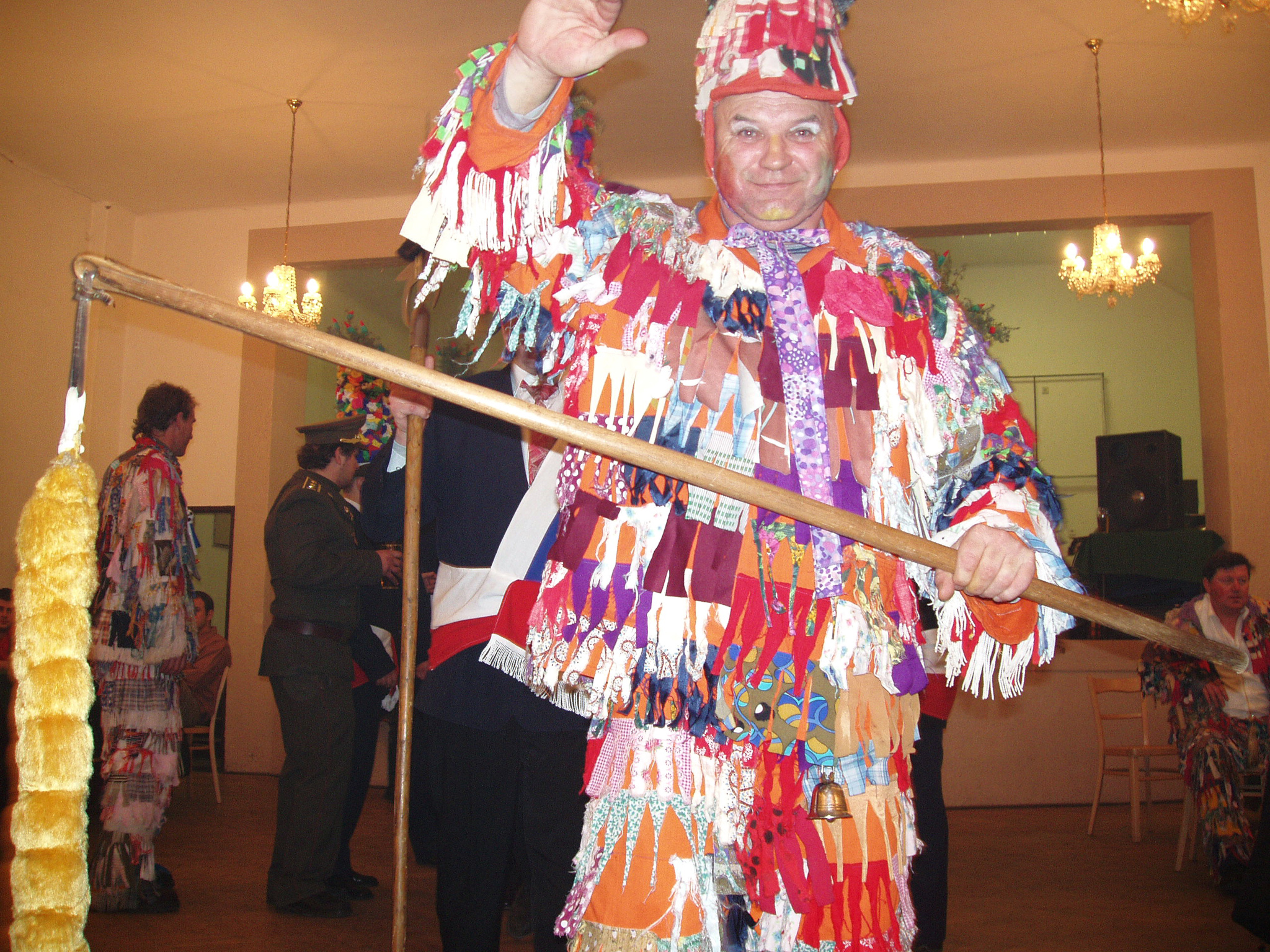
Masopust
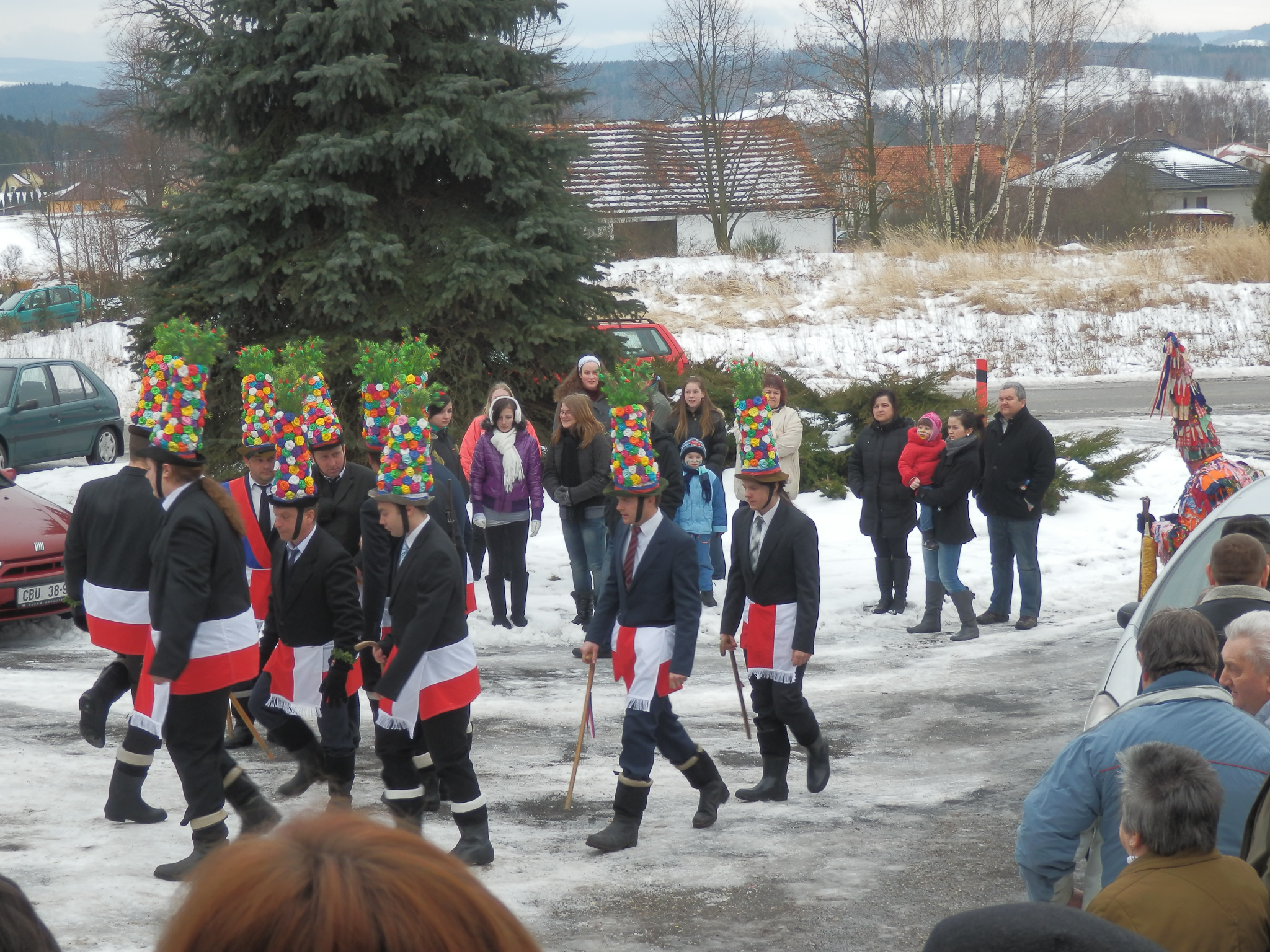
Koledníci
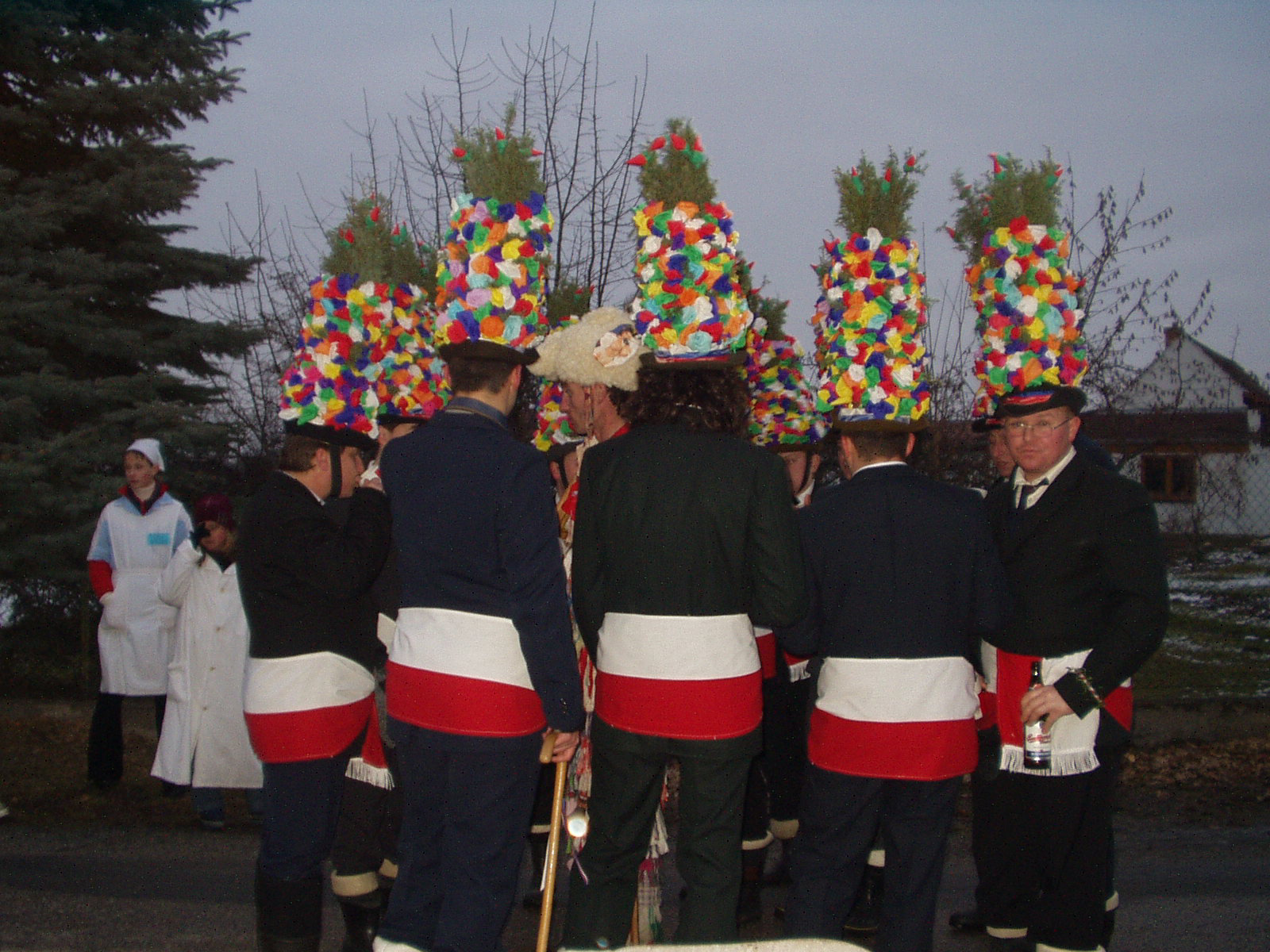
Kolečko
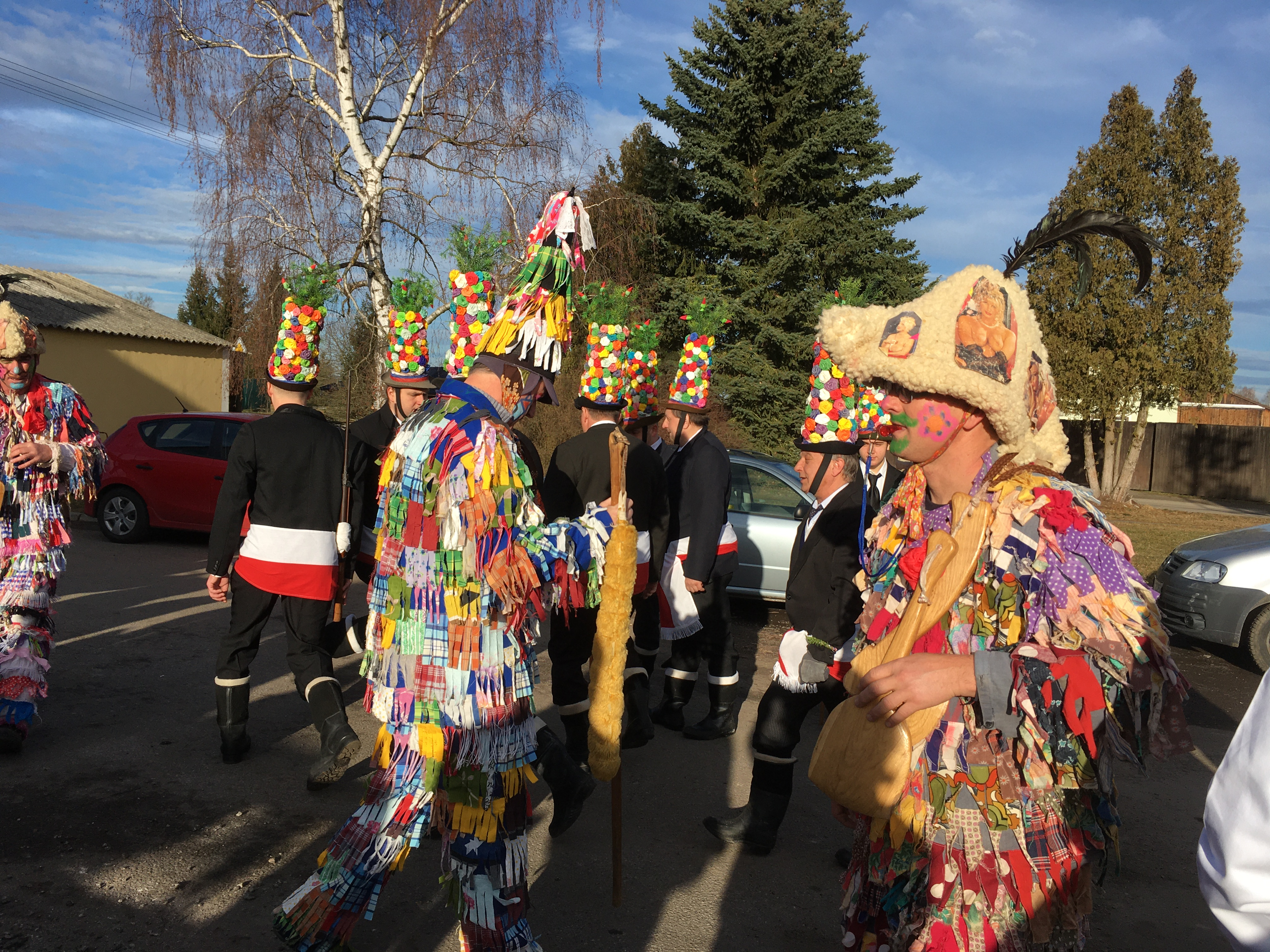
Masopust a Střapatej
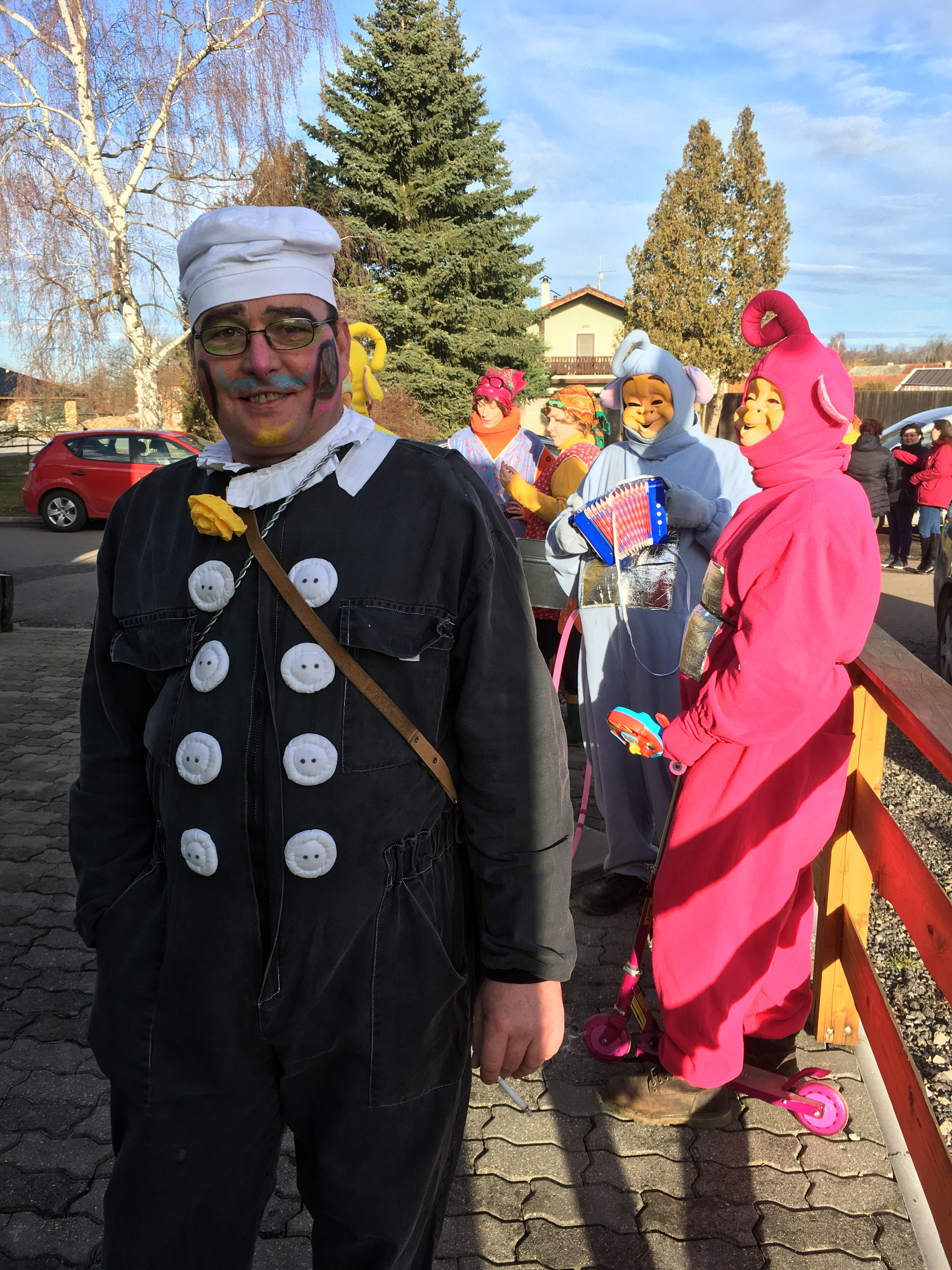
Kominík